# Parc Agrari del Baix Llobregat
El Parc Agrari del Baix Llobregat forma part de la Xarxa de Parcs Naturals protegits, promoguts i gestionats per la Diputació de Barcelona.

## Situació

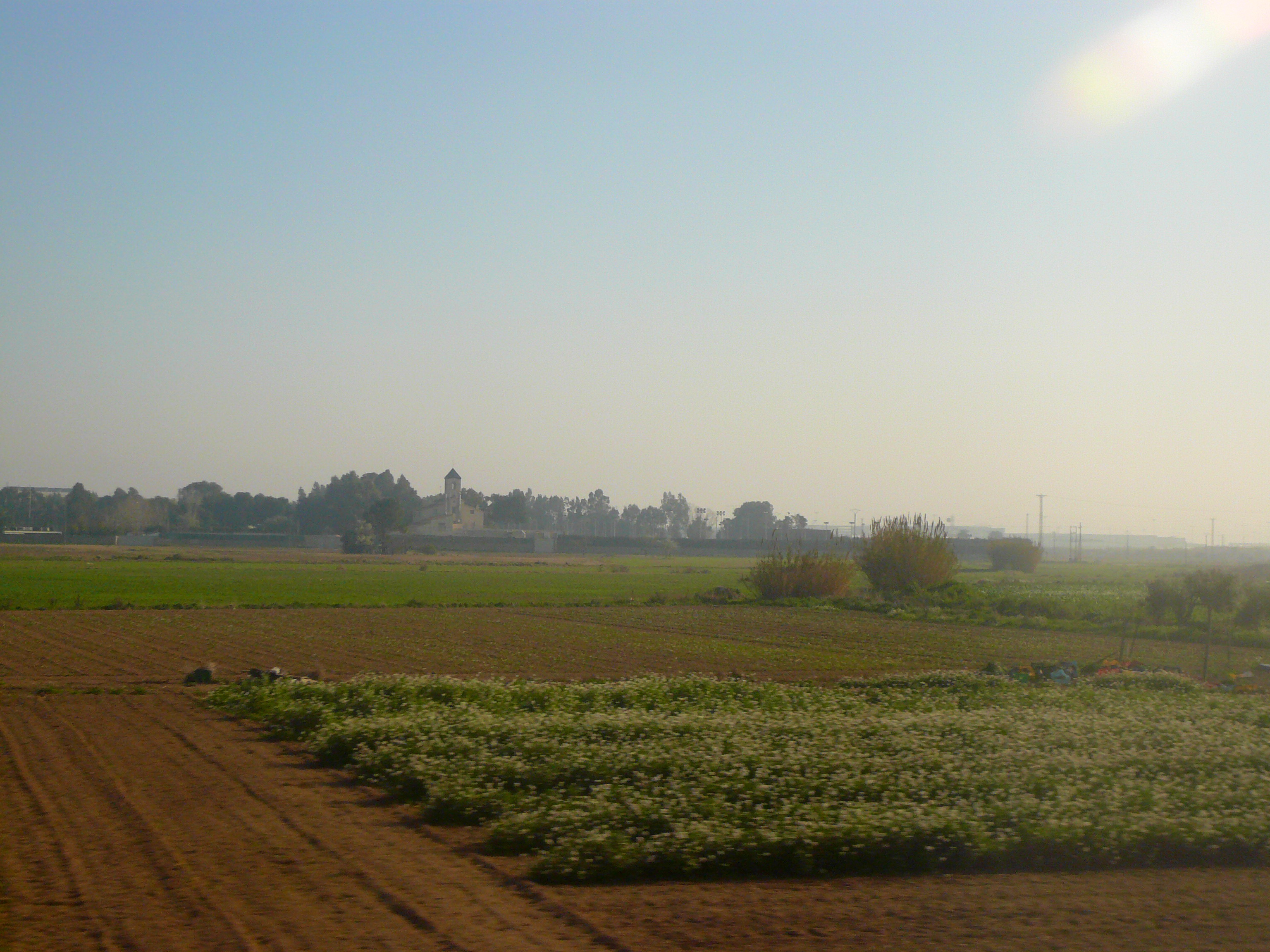
Camps a Sant Boi de Llobregat, amb Cal Felip (el Prat de Llobregat) al fons

El Parc Agrari del Baix Llobregat està situat a les planes al·luvials del delta i de la vall baixa del riu Llobregat, a la comarca del Baix Llobregat, que ocupen una posició central dins la regió metropolitana de Barcelona.
El territori del parc, de tradicional riquesa agrícola, forma part de catorze municipis: Castelldefels, Cornellà de Llobregat, Gavà, l'Hospitalet de Llobregat, Molins de Rei, Pallejà, el Papiol, el Prat de Llobregat, Sant Boi de Llobregat, Sant Feliu de Llobregat, Sant Joan Despí, Sant Vicenç dels Horts, Santa Coloma de Cervelló i Viladecans, que sumen 730.000 habitants dels més de 4 milions de la regió metropolitana. El Parc Agrari té una superfície de 2.938 ha, delimitades pel seu Pla especial.

## Geografia física
La vall baixa del Llobregat és una plana fluvial orientada en sentit N-NW/S-SE, amb el riu Llobregat que parteix les carenes de muntanyes situades paral·leles a la línia de costa, fins a formar un delta de desembocadura. Hi ha un predomini de vents al llarg de la vall i durant l'hivern penetren els vents freds del nord seguint la direcció de la vall. La marinada provoca, a l'estiu, vents del SSW al delta i vall amunt passen a ser del S o SSE. A les nits resten en calma o bufen terrals del nord, fluixos, prop del delta. A la vegada l'exposició S-SE (Solana) li permet rebre una elevada irradiació, que contribueix a aconseguir una temperatura mitjana privilegiada.
Les dades termomètriques presenten una temperatura mitjana de 15,6 ° amb valors mitjans extrems per a les màximes absolutes, que se situen en els 32,2 ° i per a les mínimes absolutes en -2,1° de les mínimes. La temperatura mitjana presenta la típica distribució mediterrània, mínim hivernal i màxim estival. L'acció conjunta de la influència reguladora del mar, la protecció física de la carena de muntanyes i l'exposició al SSE asseguren la benignitat climàtica amb hiverns suaus i perllonga en certa forma l'estació càlida fins als dos mesos de tardor (setembre- octubre).
La pluviometria mitjana anual és de 583 mm. Pel que fa a les precipitacions màximes, es donen durant els mesos de setembre i octubre (tardor) i les mínimes, durant els mesos de juny i juliol (estiu). Pel que fa a precipitacions sòlides, són excepcionals a la zona del delta i la vall baixa.
Aquestes condicions climàtiques són molt indicades per als cultius que es produeixen majoritàriament al delta i la vall baixa: horta i fruiters a l'aire lliure i cultius protegits.

## Vegetació
El Parc Agrari presenta un interès rellevant per la diversitat d'ambients naturals que té com a origen d'un paisatge primigeni constituït per comunitats vegetals pròpies dels sorrals costaners, extensions considerables d'aiguamolls salabrosos litorals i boscos de ribera; paisatge que ha estat, però, profundament transformat per l'acció de l'home.
Així, pel que fa a la vegetació primitiva, es poden diferenciar cinc dominis: l'alzinar, la màquia de llentiscle i margalló, els boscos caducifolis de ribera, les comunitats halòfiles i helofítiques litorals i les comunitats psammòfiles litorals. Aquests darrers dos grups corresponen a ambients humits salinitzats i als sorrals costaners del delta.
A partir d'aquesta vegetació potencial s'han configurat diversos ambients que configuren el paisatge actual: els camps de conreu, els aiguamolls litorals, el riu i la xarxa de drenatge, les platges o les pinedes.
De fet, podem agrupar el paisatge vegetal del territori del Parc Agrari del Baix Llobregat en dos grans tipus: les comunitats vegetals associades a l'espai agrari i les comunitats associades a les zones inundables i a les llacunes litorals. Tanmateix, les particulars condicions ecològiques d'algunes zones i sobretot, l'extensa xarxa de canals de reg i drenatge, facilita l'aparició de comunitats particulars i, a vegades, permet la supervivència d'algunes espècies de plantes singulars.
En aquest sentit, el delta del Llobregat posseeix notables singularitats botàniques i zoològiques, molt lligades als aiguamolls, que comprenen espècies remarcables, en perill d'extinció o al límit de la seva àrea geogràfica de distribució i l'existència de concentracions importants d'individus reproductors, hivernants i migratoris de moltes espècies ornitològiques.

## Paisatge
El paisatge agrícola predominant manté alguns elements pràcticament testimonials de les antigues llacunes deltaiques. Aquests espais naturals avui han estat modificats en una part per les obres d'ampliació del port de Barcelona, de l'aeroport i del mateix desviament del riu. El paisatge del delta del Llobregat en pocs anys canviarà radicalment tal com era a finals del segle xx. Tanmateix, mentre aquesta transformació radical afecta l'essència paisatgística de la vall baixa també es fan esforços per conservar i recuperar els espais naturals relictuals que queden. El paisatge agrari és el garant que aquesta immensa plana no es converteixi una aglomeració urbana enganxada a Barcelona. Alhora, però, aquest mar de conreus és també un reservori alimentari, un autèntic rebost al costat d'una metròpolis que hostatja un 60% de la població catalana. El menjar fresc produït al Baix Llobregat és un dels principals valors d'un paisatge encara no prou valorat per la població privilegiada que l'envolta.

## Activitats econòmiques

### Estructura productiva i empresarial
La superfície agrària utilitzada (SAU) a la comarca del Baix Llobregat és de 4.708 ha, que es reparteixen, aproximadament, en dues meitats, una de conreu de regadiu i l'altra de secà. El 43% són terres conreades en règim de propietat.
Pràcticament tota la superfície de conreu de regadiu correspon a l'àmbit del Parc Agrari, amb una superfície de 2.938 ha, de les quals el 67% (1.969 ha) es considera SAU.
El nombre d'explotacions agràries de la comarca, que ocupen un total de 2.200 persones (el 62% titulars i familiars), és de 958, de les quals el 73% tenen menys de 5 ha.
Pel que fa al Parc Agrari, el nombre d'explotacions, que ocupen un total de 1.200 persones (el 75% titulars i familiars), s'estima en 621, amb una superfície mitjana de 2,7 ha. El 75% dels titulars tenen una dedicació plena a l'explotació agrària.
En l'àmbit del Parc Agrari, en el 63% es conreen hortalisses i a la resta, fonamentalment arbres fruiters. El conreu en hivernacle ocupa una superfície de 23 ha (1,2% del Parc Agrari), distribuïdes en 29 explotacions agràries amb una superfície mitjana de 4.700 m².
A l'activitat ramadera, destaca l'oví amb 13.922 caps, que suposen una mitjana de 28,1 caps/km², mitjana lleugerament superior a la de Catalunya, on és de 27,1 caps/km².

### El PIB del sector primari
El PIB agrari de la comarca del Baix Llobregat té un pes relatiu petit respecte al del conjunt comarcal: el 0,7%, que suposa la quantitat de 77 milions d'euros sobre un total de 120.000 milions d'euros del conjunt de sectors productius comarcals (dades de l'any 2004). El creixement del sector primari, expressat en percentatge sobre l'increment del PIB comarcal, presenta un creixement acumulat per al període 2000-2004 del 6,08% aproximadament, tres vegades més que el corresponent al conjunt de l'economia agrària de Catalunya (2,11%) i la meitat del PIB del conjunt de sectors productius de la comarca, el qual se situa en 11,88% al Baix Llobregat.

## Rutes a peu

### Itinerari circular
El passeig ens mostra l'activitat agrària i els ecosistemes agrari i fluvial de l'indret a través de la història, i també ens apropa al centre d'informació del parc.

### L'agricultura al delta del Llobregat
Punt d'inici: Pont de vianants de Cornellà sobre el riu Llobregat
Durada: 2 hores
Longitud: 7.800 m
Dificultat: baixa